# Municipio de Grant (condado de Pocahontas)
El municipio de Grant (en inglés: Grant Township) es un municipio ubicado en el condado de Pocahontas en el estado estadounidense de Iowa. En el año 2010 tenía una población de 147 habitantes y una densidad poblacional de 1,6 personas por km².

## Geografía
El municipio de Grant se encuentra ubicado en las coordenadas 42°41′18″N 94°44′17″O / 42.68833, -94.73806. Según la Oficina del Censo de los Estados Unidos, el municipio tiene una superficie total de 92.15 km², de la cual 92,15 km² corresponden a tierra firme y (0 %) 0 km² es agua.

## Demografía
Según el censo de 2010, había 147 personas residiendo en el municipio de Grant. La densidad de población era de 1,6 hab./km². De los 147 habitantes, el municipio de Grant estaba compuesto por el 99,32 % blancos, el 0,68 % eran asiáticos. Del total de la población el 0,68 % eran hispanos o latinos de cualquier raza.